# Morita Maszakazu
Morita Maszakazu (japánul: 森田成一, Szumida-ku, 1972. október 10. –) japán szeijú és színész. Az Aoni Production ügynökségnek dolgozik. 2007 márciusában átvette a Szeijú-díjat „A legjobb kezdő színész” kategóriában Kuroszaki Icsigo szerepéért.